# 糸満バスターミナル

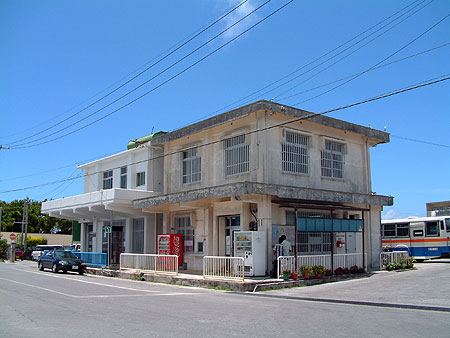
糸満バスターミナル
奥の建物が沖縄バス糸満出張所、手前の建物が琉球バス糸満出張所（現・琉球バス交通糸満営業所）

糸満バスターミナル（いとまんバスターミナル）は、沖縄県糸満市字糸満にあるバスターミナルである。琉球バス交通と沖縄バスが使用しており、琉球バス交通が糸満営業所を設置している。2024年3月までは沖縄バスも糸満出張所を設置していた。
沖縄本島最南端のバスターミナルであり、琉球バス交通・沖縄バスの糸満市内発着路線の全路線が当バスターミナルに発着する。那覇バスの営業所は別の場所にあり、那覇市と糸満市の間に運行する446番は発着しない。糸満市内の循環路線を運行するのは琉球バス交通のみで、沖縄バスは那覇市と糸満市を結ぶ路線を中心に運行している。
その他、糸満市が運営する「いとちゃんmini国吉線」（運行は美ら島観光バスへ委託）も発着している。

## 概要
駐車スペース部とホーム・休憩スペースは琉球バス交通・沖縄バスの共同使用。
- 所在地
  - 琉球バス交通糸満営業所 - 沖縄県糸満市字糸満2276-2
- 発着系統数
  - 琉球バス交通単独運行路線 - 5系統（81番・82番・107番・108番・189番）
  - 沖縄バス単独運行路線 - 6系統（34番・35番・36番・200番・235番・334番）
  - 2社共同運行路線 - 1系統（89番）
  - いとちゃんmini国吉線（糸満市が運営し、美ら島観光バスが受託運行）

## 沿革
- 2003年8月10日 32番（糸満（小禄）線）が廃止。
- 2007年9月1日 200番の運行開始。
- 2008年1月6日 235番の運行開始。
- 2010年12月19日 234番の運行開始。
- 2015年4月6日 34番・35番・235番の潮崎経由及び100番・234番が廃止。334番の運行開始。
- 2018年10月1日 85番・86番が廃止。86番を受け継ぐいとちゃんmini国吉線の運行開始。
- 2021年1月12日 189番・糸満空港線の運行開始。
- 2021年10月1日 107番・108番の運行経路を変更し、新たに西崎・潮平地区を経由するようになる。
- 2024年3月31日 沖縄バスが糸満出張所を閉鎖し、豊見城営業所に統合[1]。

## 周辺施設
糸満市の中心部に近い。当ターミナルの約200m東側には糸満道路が通っている。
- 糸満漁港
- 糸満自動車学校
- 糸満勤労者体育センター
- 高瀬緑地
- 糸満ロータリー
- 那覇バス糸満営業所 - 当バスターミナルの約1km南側にある那覇バスのターミナル兼営業所。那覇バスの446番はここが起終点となる。
- 糸満市役所 - 約600m南側 - 東京バスの路線バスは市役所に設けられた停留所を通過する。
- サンエーしおざきシティ - 約600m南側

## 発着路線
| 番号                  | 路線                  | 主な経由地（括弧内は一部の便のみが経由）                                                                   | 行先                       | 運行会社              |
| --------------------- | --------------------- | --- | -------------------------- | --------------------- |
| 34                    | 東風平線              | 糸満ロータリー・富盛・東風平・国場・古波蔵・開南                                                           | 那覇バスターミナル         | 沖縄バス              |
| 35                    | 志多伯線              | 糸満ロータリー・志多伯・東風平・国場・沖縄大学前・開南                                                     | 那覇バスターミナル         | 沖縄バス              |
| 36                    | 糸満〜新里線          | 糸満ロータリー・志多伯入口（富盛）・東風平・稲嶺十字路・仲程・与那原・馬天・新里                           | 南城市役所                 | 沖縄バス              |
| 81                    | 西崎・向陽高校線      | 糸満ロータリー・水産高校前・潮平・糸満ロータリー・高嶺入口・具志頭・港川                                   | 那覇バスターミナル         | 琉球バス交通          |
| 82                    | 玉泉洞糸満線          | 糸満ロータリー・ひめゆりの塔・平和祈念公園・具志頭・港川                                                   | 那覇バスターミナル         | 琉球バス交通          |
| 89                    | 糸満（高良）線        | 糸満ロータリー・潮平（西崎）・高良・那覇西高校（航空隊）旭橋・壺川・開南                                   | 那覇バスターミナル         | 琉球バス交通 沖縄バス |
| 107                   | 南部循環（真壁）線    | 糸満ロータリー・糸満市役所・高嶺入口・真壁・米須・喜屋武・糸満市役所・糸満ロータリー・潮平・道の駅いとまん | 糸満バスターミナル（循環） | 琉球バス交通          |
| 108                   | 南部循環（喜屋武）線  | 糸満ロータリー・道の駅いとまん・潮平・糸満ロータリー・糸満市役所・喜屋武・米須・真壁・高嶺入口・糸満市役所 | 糸満バスターミナル（循環） | 琉球バス交通          |
| 189                   | 糸満空港線            | 糸満ロータリー・水産高校・道の駅いとまん・西崎二丁目                                                       | 那覇空港                   | 琉球バス交通          |
| 200                   | 糸満おもろまち線      | 糸満ロータリー・志多伯・東風平・国場・古波蔵・壺川・バスターミナル前・久茂地                               | おもろまち駅前広場         | 沖縄バス              |
| 235                   | 志多伯おもろまち線    | 糸満ロータリー・志多伯・東風平・国場・沖縄大学・開南・バスターミナル前・久茂地                             | おもろまち駅前広場         | 沖縄バス              |
| 334                   | 国立劇場おきなわ線    | 糸満ロータリー・富盛・東風平・国場・古波蔵・開南・バスターミナル前・久茂地・安謝橋                         | サンエーパルコシティ前     | 沖縄バス              |
| いとちゃんmini 国吉線 | いとちゃんmini 国吉線 | 糸満ロータリー・双子橋・真栄里・国吉・高嶺入口                                                             | 糸満バスターミナル（循環） | 美ら島観光バス        |

## 琉球バス交通糸満営業所の管轄路線

### 現行路線
- 81番・西崎・向陽高校線
- 82番・玉泉洞糸満線
- 89番・糸満（高良）線（沖縄バスとの共同運行）
- 107番・南部循環（真壁）線
- 108番・南部循環（喜屋武）線
- 189番・糸満空港線

### 廃止された路線
- 32番・糸満（小禄）線（沖縄バスとの共同運行）
- 83番・米須折り返し線
- 84番・真壁線
- 85番・摩文仁線
- 85番・国吉（大里）線
- 86番・国吉（真栄里）線
- 87番・喜屋武線
- 105番・南部病院折り返し線

## 沖縄バスの乗り入れ路線

### 現行路線
- 34番・東風平線
- 35番・志多伯線
- 36番・糸満〜新里線
- 89番・糸満（高良）線（琉球バス交通との共同運行）
- 200番・糸満おもろまち線
- 235番・志多伯おもろまち線
- 334番・国立劇場おきなわ線
- 335番・志多伯パルコシティ線

### 廃止された路線
- 32番・糸満（小禄）線（琉球バスとの共同運行）
- 100番・白川線
- 100番・津嘉山線
- 234番・東風平おもろまち線

## 隣のバス停
全路線
糸満バスターミナル - 糸満市役所入口